# 昔兒吉思
昔兒吉思（?—?），蒙古帝国军事人物。
昔儿吉思年幼时就随从铁木真出征花剌子模王朝、西夏诸国。均有战功。窝阔台时，随从拖雷西征，抵达京兆府（今陕西省西安市），平定亦来哈䚟的叛乱。昔兒吉思挺身出陣，下馬搏戰，失馬步行回到軍中。拖雷嘉其辛勞，把侍女唆火台嫁给他。昔儿吉思深得忽必烈的宠爱。军旅田猎，常在左右。昔兒吉思之妻為皇子乳母，於是拖雷之妻唆鲁禾帖尼待以家人之禮，得以同饮宗戚貴冑才可以喝的白馬湩。
昔兒吉思之子塔出，為寶兒赤、迭只斡耳朶千戶。塔出之子千家奴、撒里蠻。千家奴從忽必烈征乃顏，力戰而死，忽必烈命将乃顏的一部分人口、財物賜给他。撒里蠻之子帖木迭兒襲為迭只斡耳朶千戶，官至宣徽院使，遙授左丞相。

## 延伸阅读
[在维基数据编辑]
 《元史/卷122》，出自宋濂《元史》
 《新元史/卷132》，出自柯劭忞《新元史》